# Tosa-Bucht
Die Tosa-Bucht (jap. 土佐湾, Tosa-wan) ist eine große Bucht der japanischen Insel Shikoku. Sie erstreckt sich von Kap Muroto (室戸岬; 33° 14′ 41″ N, 134° 10′ 34″ O) im Osten bis Kap Ashizuri (足摺岬; 32° 43′ 26″ N, 133° 1′ 13″ O) im Westen auf einer Breite von 130 km bei einer Küstenlänge von 240 km.
Der zentrale Teil unterscheidet sich durch seine Riasküste, deren markanteste Ausprägungen die Susaki-Bucht (須崎湾, Susaki-wan, auch Kimpo-Bucht (錦浦湾, Kimpo-wan) genannt; 33° 22′ N, 133° 17′ O) und insbesondere die Uranouchi-Bucht (浦ノ内湾, Uranouchi-wan; 33° 26′ N, 133° 24′ O) darstellen. Etwas östlicher befindet sich die Urado-Bucht (浦戸湾, Urado-wan; 33° 31′ N, 133° 33′ O). 70 % der Fläche erstrecken sich über den Kontinentalschelf, während die südlicheren Gebiete sich über den Kontinentalhang erstrecken. Klimatisch und fischwirtschaftlich ist die Bucht stark beeinflusst von der warmen Kuroshio-Strömung. Wichtige Zuflüsse sind die Flüsse 1. Ordnung Shimanto, der im Westen mündet, und Niyodo zwischen der Uranouchi- und Urado-Bucht.
Die Bucht ist benannt nach der früheren Provinz Tosa, heute Präfektur Kōchi, die sich entlang ihrer Küste erstreckt, im Detail die Gemeinden Tosashimizu, Shimanto (kreisfrei), Kuroshio, Shimanto (Landkreis Takaoka), Nakatosa, Susaki, Tosa, Kōchi, Nankoku, Kōnan, Geisei, Aki, Yasuda, Tano, Nahari und Muroto.

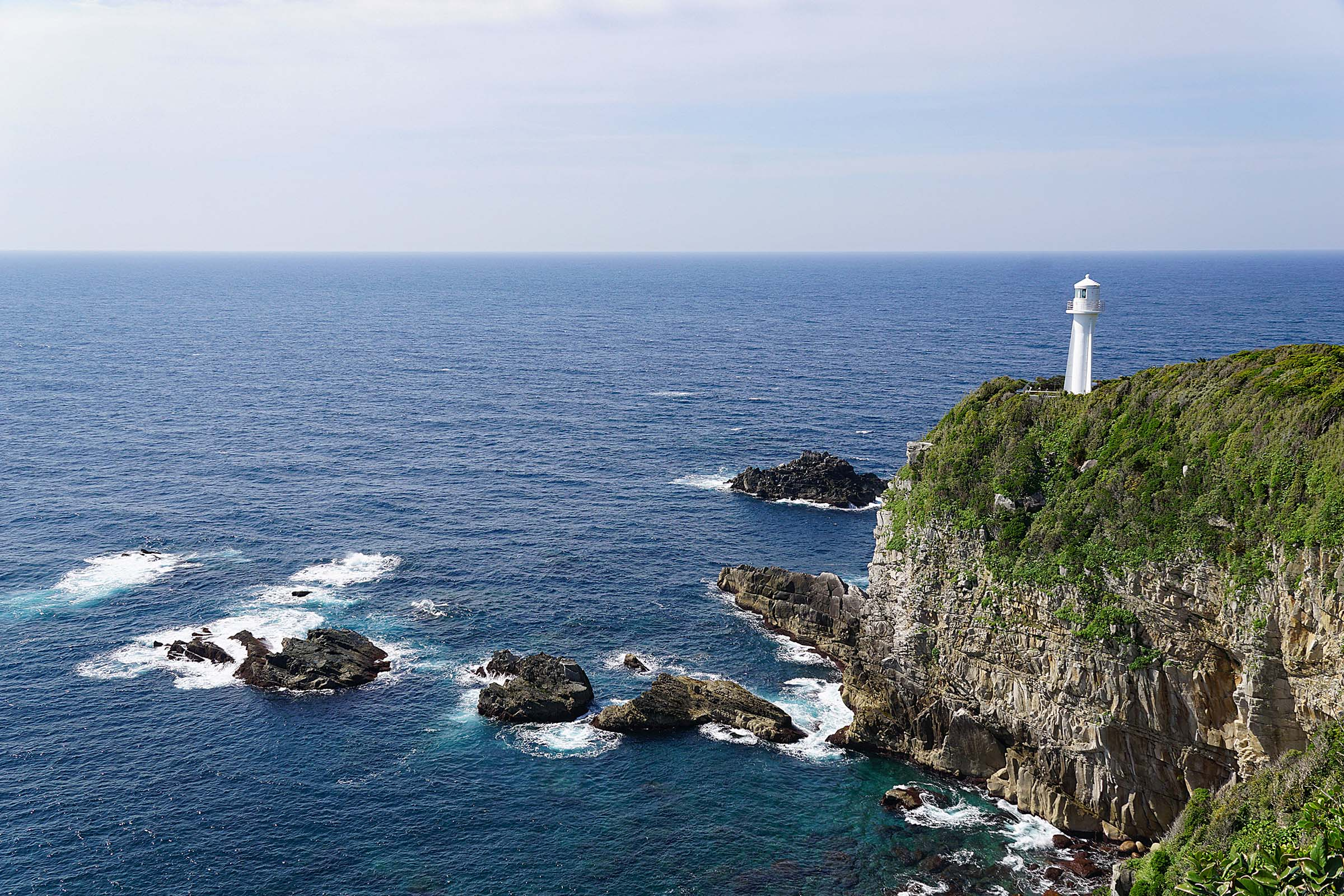
Leuchtturm am Kap Ashizuri
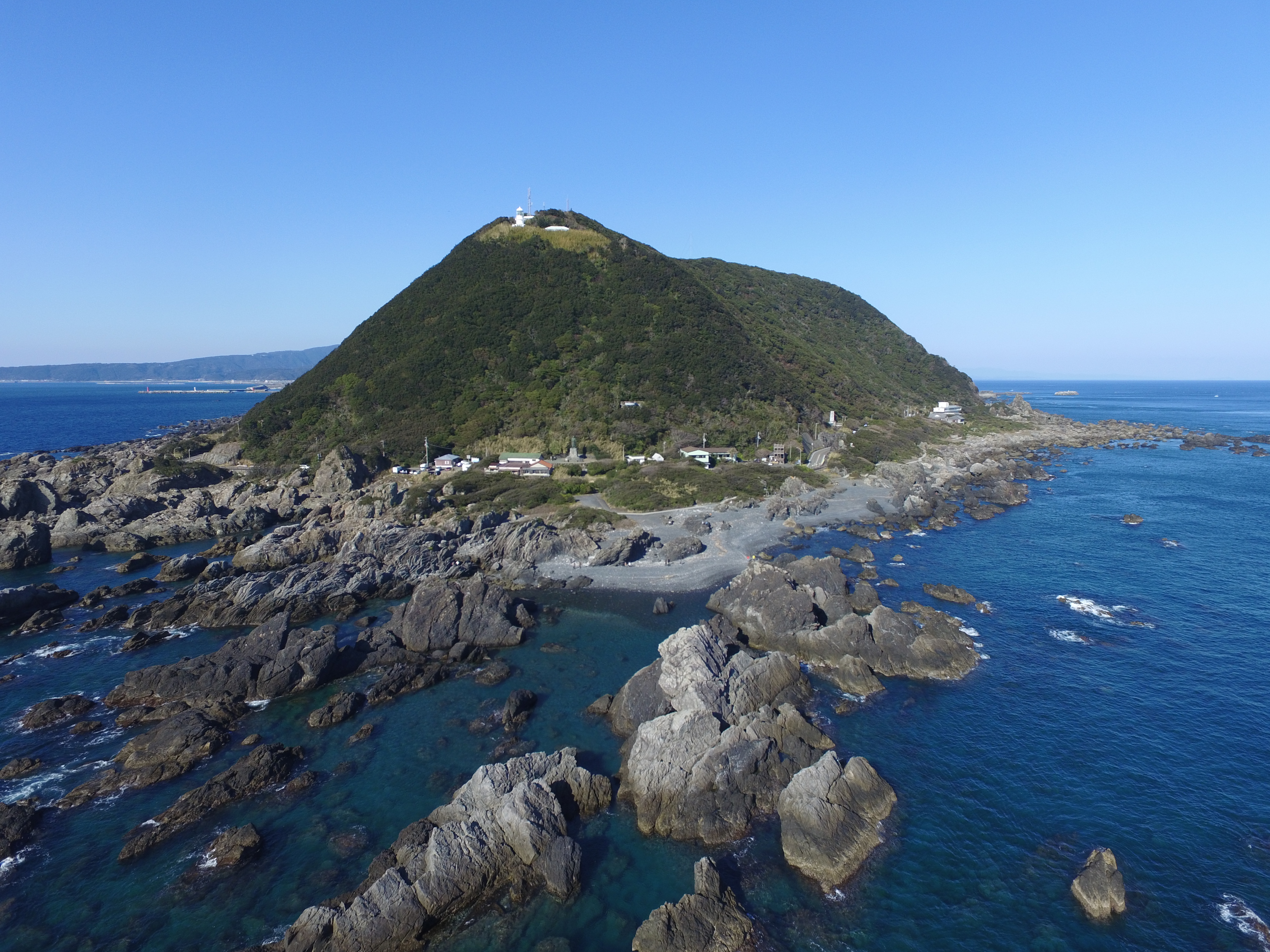
Kap Muroto